# Roorkee
Roorkee là một thành phố và là nơi đặt ban đô thị (municipal board) của quận Hardwar thuộc bang Uttaranchal, Ấn Độ.

## Nhân khẩu
Theo điều tra dân số năm 2001 của Ấn Độ, Roorkee có dân số 97.064 người. Phái nam chiếm 53% tổng số dân và phái nữ chiếm 47%. Roorkee có tỷ lệ 76% biết đọc biết viết, cao hơn tỷ lệ trung bình toàn quốc là 59,5%: tỷ lệ cho phái nam là 81%, và tỷ lệ cho phái nữ là 72%. Tại Roorkee, 11% dân số nhỏ hơn 6 tuổi.